# Serrano SC
Der Serrano Sport Club ist ein Fußballverein aus Vitória da Conquista, im brasilianischen Bundesstaat Bahia. Der Klub wurde am 22. Dezember 1979 gegründet.

## Geschichte
Nachdem der Auflösung des Humaitá FC aus Vitória da Conquista, entstand 1979 unter der Führung des Geschäftsmannes Nelival Pereira Sá eine Bewegung für die Rückkehr des Profifußballs in der Stadt.
1981 debütierte Serrano in der ersten Liga der Staatsmeisterschaft von Bahia. Das Team spielte der Klub im weißen Modul der Copa União 1987. Dieses wurde als nicht offizielle Austragung der dritten Liga gewertet. In der Staatsmeisterschaft konnte man die oberste Spielklasse nicht dauerhaft halten. Man musste zeitweise auch in deren zweiten Liga, der Segunda Divisão, antreten oder nahm gar nicht am Spielbetrieb (siehe unten stehende Tabelle). Dafür nahm Serrano an Austragungen des Pokalwettbewerbes von Bahia, dem Taça Estado da Bahia, teil.
Nach einer Pause von offiziellen Wettbewerben beschloss eine Gruppe von Geschäftsleuten aus Conquista im Jahr 2009, den Verein zu retten, indem sie ihn reaktivierten. Im September 2013 verlegte die Mannschaft ihre Aktivitäten in die Stadt Teixeira de Freitas im äußersten Süden des Bundesstaates, wo sie bis zum Ende der Saison 2014 ihre Spiele austrug. Im Jahr darauf trat der Klub das letzte Mal mit einer Profimannschaft an. Serrano trat neben der Staatsmeisterschaft auch in der Copa do Nordeste 2015 sowie der Série D an. In der vierten Liga belegte der Klub den 35. Platz bei 40 Teilnehmern. Danach stellte man seine Aktivitäten im Profibereich ein. 2021 kehrte Serrano zu seinen Aktivitäten in den Jugendkategorien zurück und nimmt seitdem an den U15– und U17–Meisterschaften von Bahia teil.

## Teilnahme an Fußballwettbewerben
| Wettbewerb                          | Teilnahmen                                  |
| ----------------------------------- | ------------------------------------------- |
| Série D                             | 2015                                        |
| Staatsmeisterschaft                 | 19× – 1981–1991, 1993–1994, 2003, 2011–2015 |
| Staatsmeisterschaft Segunda Divisão | 1992, 2002, 2004, 2006, 2008–2010           |
| Copa do Nordeste                    | 2015                                        |